# My Little Pony: Poznajcie kucyki
My Little Pony: Poznajcie kucyki (ang. My Little Pony: Meet the Ponies) – serial animowany produkcji amerykańskiej z 2008 roku, stworzony na podstawie produkowanej przez Hasbro linii zabawek My Little Pony. W Polsce był nadawany na kanale MiniMini od 27 czerwca 2010 roku.

## Opis fabuły
Serial opowiada o przygodach Tooli Rooli, Pinkie Pie, Rainbow Dash, Cheerilee, Starsong, Sweetie Belle i Scootaloo, które codziennie organizują przyjęcia ze swoimi ulubionymi zabawami.

## Postacie
- Rainbow Dash – kucyk koloru jasnoniebieskiego. Jej grzywa jest różowa, pomarańczowa, żółta i zielona, ogon niebieski, fioletowy i różowy, a oczy różowe. Jej znaczkiem jest tęcza. Uwielbia wszystko, co kolorowe i przebieranie się.
- Toola Roola – kucyk koloru jasnoróżowego. Jej grzywa jest ciemnoróżowa, pomarańczowa i żółta, ogon jest niebieski, granatowy i fioletowy, a oczy niebieskie. Jej znaczkiem jest pędzel. Lubi malować i jest świetną artystką.
- Scootaloo – kucyk koloru pomarańczowego. Jej grzywa i ogon są różowo-fioletowe, a oczy fioletowe. Jej znaczkiem jest różowy motylek. Lubi gry i zabawy podwórkowe. Jest siostrą Cheerilee.
- Sweetie Belle – jednorożec koloru białego. Jej grzywa jest różowa, fioletowa i liliowa, ogon fioletowo-liliowy, a oczy zielone. Jej znaczkiem jest różowe serce. Lubi piec i gotować.
- Cheerilee – kucyk koloru ciemnoróżowego. Jej grzywa i ogon są fioletowe, różowe i jasnoróżowe, a oczy zielone. Lubi układać fryzury i czytać. Jest siostrą Scootaloo.
- StarSong – pegaz koloru fioletowego. Jej grzywa i ogon są w różnych odcieniach różowego, a oczy niebieskie. Jej znaczkiem są białe gwiazdy. Lubi wszystko, co się błyszczy, śpiewanie, tańczenie i dekorowanie.
- Pinkie Pie – kucyk koloru różowego. Ma jasnoróżową kręconą grzywę i ogon i niebieskie oczy. Jej znaczkiem są 2 niebieskie i 1 żółty balon. Lubi kolor różowy i wydawanie przyjęć urodzinowych.
- Fluttershy - pegaz koloru jasno żółtego. Jeju grzywa I logon mają kolor jasno różowego i niebieskie ozzy. Jej znaczek pokazuje trzy jeszcze jaśniejsze od jej grzywy różowe motylki. One kocha zwierzątka, ale boi się nawet swojego cienia.
- Twilight Sparkle - jednorożec koloru fioletowego z granatowo-ciemnofioletowo-różową grzywą. Ma ciemno fioletowe oczy. Jej znaczkiem jest różowa gwiazda z sześcioma mini białymi gwiazdkami. Lubi czytać książki I czarować. I 3 sezonu odcinek 13 dostała skrzydła I została księżniczką przyjaźni.

## Wersja polska
Wystąpili:
- Brygida Turowska-Szymczak – Toola Roola
- Beata Wyrąbkiewicz – Pinkie Pie
- Anna Sztejner – Rainbow Dash
- Katarzyna Łaska – Cheerilee
- Katarzyna Pysiak – Starsong
- Joanna Węgrzynowska-Cybińska – Sweetie Belle
- Dominika Sell – Scootaloo

Zgranie: Henrik Vindeby

Dialogi polskie: Agnieszka Farkowska

Reżyseria: Joanna Węgrzynowska-Cybińska

Dźwięk:
- Paweł Nowacki,
- Łukasz Fober

Montaż: Paweł Nowacki

Kierownictwo produkcji: Marcin Kopiec

Wersja polska: SUN STUDIO A/S Oddział w Polsce